# Holmtjärnen (Råneå socken, Norrbotten, 735405-177852)
Holmtjärnen är en sjö i Bodens kommun i Norrbotten och ingår i Råneälvens huvudavrinningsområde.